# ISS A/S
ISS A/S és una multinacional danesa de serveis fundada el 1901 a Copenhague com a companyia de seguretat. El 2014 era propietat, entre d'altres, de Goldman Sachs Capital Partners i EQT Partners i operava a 53 països.
A Espanya es va crear el 1999 a partir de l'adquisició del "Grup Neca" (Catalunya) i el "Grupo Ergio" (Navarra), oferint als seus treballadors la compra d'accions de la companyia amb un descompte del 65% sobre el seu valor real. ISS Facility Services va créixer a partir de més de cinquanta adquisicions, el 2004 va fer la més gran comprant la companyia espanyola de neteja "Unica" (Universal Cleaning Activities) per 73 M Eur. A Espanya va facturar 564 milions d'euros el 2013, amb una plantilla d'unes 30.000 persones, en serveis de neteja, manteniment, seguretat y jardineria. El 2014 es va produir la sortida a borsa del grup. El 2015 disposava de 36.000 empleats a Espanya i Portugal i va facturar 627,6 milions d'euros. EL 2021 va obrir una nova seu a Cornellà de LLobregat per 150 persones, amb un ‘hub’ d’estudi i innovació sobre els espais de treball.